# Кобетей
Кобетей (каз. Көбетей, до 1999 г. — Черниговка) — аул в Нуринском районе Карагандинской области Казахстана. Административный центр Кобетейского сельского округа. Находится примерно в 25 км к северу от районного центра, посёлка Нура. Код КАТО — 355283100.

## История
Село основано в 1896 году украинскими переселенцами из сел Люблино и Охримичи Черниговской губернии.

## География
Аул расположен на правом берегу реки Нура. Кобетей расположен вблизи дороги P-3 Астана - Кабанбай батыра - Темиртау.

## Население
В 1999 году население аула составляло 1596 человек (823 мужчины и 773 женщины). По данным переписи 2009 года, в ауле проживали 1203 человека (607 мужчин и 596 женщин).